# Phylloscopus pulcher
Phylloscopus pulcher е вид птица от семейство Phylloscopidae.

## Разпространение
Видът е разпространен в Бутан, Виетнам, Индия, Китай, Лаос, Мианмар, Непал и Тайланд.